# Perognathus alticolus
Perognathus alticolus — вид гризунів родини Heteromyidae. Це ендемік гір Сан-Бернардіно та гір Техачапі на півдні Каліфорнії в США.

## Морфологічна характеристика
Загальна довжина від 130 до 183 мм, включаючи хвіст від 61 до 97 мм, довжина задніх лап від 19 до 24 мм і вуха від 5 до 9 мм. Самці значно більші за самиць. М'яке хутро зверху жовто-коричневого кольору з деякими вкрапленнями чорних волосків. На верхній частині хвоста в передній частині є шерсть, яка відповідає забарвленню спини. Він стає чорнуватим до кінчика, а нижня сторона біла. На кінці є китичка. Температура тіла коливається від 36,2 до 40,1 °C залежно від температури повітря. 20 зубів розподілені за зубною формулою I 1/1, C 0/0, P 1/1, M 3/3. Диплоїдний набір хромосом у решти північної популяції складається з 54 хромосом (2n=54).

## Спосіб життя
Нічні екземпляри вдень відпочивають у самостійно викопаних норах. Раціон складається з насіння рослин, зелених частин рослин і дрібних тварин. Тварини в неволі їли вівсянку, насіння соняшнику та овочі. Насіння переноситься в нору в защічних мішках.